# 富岡神社
富岡神社（とみおかじんじゃ）は、岐阜県飛騨市（旧・吉城郡宮川村）にある神社。

## 概要
創建時期は不詳。元はこの地域の祖神を祀った神社という。仁寿年間に富岡隠士がこの地に草庵を建て、祠に天照大神を祀っていたが、その後、この地域の祖神を祀った神社にこの祠とを合祀する。さらにその後八幡大神と春日大神を合祀し、三社明神（三社宮）となる。
1872年（明治5年）に村社となる。1879年（明治12年）に神明神社に改称し、1901年（明治34年）に富岡神社に改称する。1908年（明治41年）に大字丸山の神明神社を合祀する。
戦後、岐阜県神社庁より銀幣社に指定される。

## 主祭神
- 天照大神

## 相殿神
- 祖石神[3]

## 配祀神
- 八幡大神[3]
- 春日大神[3]

## 境内社
- 津島神社[5]